# Теорема о магистрали
Теорема о магистрали — утверждение о том, что при математическом моделировании
экономической динамики для достаточно продолжительного периода моделирования основная часть состояний, образующих оптимальную, по критерию максимума линейного функционала, траекторию, определяется только структурой модели и не зависит от вида оптимизируемой целевой функции. Была сформулирована Дорфманом, Самуэльсоном и Солоу в 1958 году. Позволяет изучать оптимальные траектории экономической динамики независимо от целевых функций. Известно несколько теорем о магистрали, различающиеся деталями формулировок.